# Esplanade Henri-de-France
L'esplanade Henri-de-France est une place du 15e arrondissement de Paris, en France.

## Situation et accès
Elle débute boulevard du Général-Martial-Valin (au débouché du pont du Garigliano) et se termine voie BV/15. Elle est séparée des rives de la Seine par le quai d'Issy-les-Moulineaux.

## Origine du nom
Par l'arrêté municipal du 5 décembre 1996, cette place rend hommage à Henri de France, ingénieur français, inventeur du système de télévision couleur SÉCAM.

## Historique
Elle fut créée dans le cadre de l'aménagement de la ZAC Citroën-Cévennes, sur une dalle recouvrant la ligne du RER C et notamment la gare du Pont du Garigliano - Hôpital européen Georges-Pompidou.

## Bâtiments remarquables et lieux de mémoire
- Au no 7 : se trouve le siège de France Télévisions depuis 1998.